# 胡望明
胡望明（1963年11月—），男，汉族，湖北汉川人，中华人民共和国政治人物。现任中国宝武钢铁集团有限公司董事长、党委书记。第十四届全国政协委员。